# Conseil général des facultés (France)
En France, le conseil général des facultés est un conseil créé en 1885 dans chacune des académies afin de gérer les intérêts communs des facultés et écoles supérieures. Après la loi de 1896 donnant le nom d'"université" au corps des facultés, le conseil général des facultés fut transformé en "conseil de l'université". 

## Contexte historique de la création
En 1883 (circulaire du 17 novembre 1883), le ministre Jules Ferry lance une grande enquête auprès des facultés, leur demandant notamment s'il y aurait "un avantage à réunir les facultés d'un même ressort en une université", "quelle autonomie serait à souhaiter pour chaque faculté dans l'université" et "quelle partie du budget actuel des facultés devrait être à l'entière disposition de l'université". Il résulte en particulier de l'enquête que les facultés souhaitent posséder des biens par garantie de stabilité et de liberté et par principe de développement et de diversité. 
La loi du 11 floréal de l'an X avait conféré la capacité de recevoir, de posséder et d'acquérir à tous les établissements d'instruction publique. En 1808 avait été créée l'Université de France, institution d’état regroupant la plupart des établissements d'instruction, doté d'un patrimoine (propriétés immobilières et revenus fonciers), d'une rente 5 % de 523 433 FF et d'un budget propre, sans porter cependant atteinte à la personnalité distincte de chaque établissement qui pouvait ainsi continuer de percevoir des libéralités. Cependant en 1835 les dépenses et les recettes de l'enseignement supérieur sont incorporées au budget de l’État et en 1850 l'Université de France disparait en tant que corps civil, l'ensemble de ses biens étant transférés à l’État, sans que les propriétés immobilières et les rentes des établissements d'instruction publique ne soient concernés. Jusqu'en 1875 c'est ainsi le doyen de la faculté que le chef de l’État autorise par décret à accepter un don ou legs fait expressément pour sa faculté. Cependant à partir de 1875 la formule des textes des décrets d'acceptation des dons et legs est modifiée sans raison en substituant le ministre de l'instruction publique au doyen comme autorité autorisant le don ou legs. 
En juillet 1885 le ministre de l'instruction publique René Goblet rédige deux décrets relatifs aux dons et legs en faveur des facultés et écoles d'enseignement supérieur afin notamment de réaffirmer ses libertés des établissements. Dans son rapport au président de la république, le ministre souligne qu'il faut « tendre à faire de chaque faculté et de chaque groupe de facultés des corps vivant autant que possible de leur vie propre, soucieux de faire eux-mêmes leurs affaires sous le contrôle de l’État, animés de l'esprit d’initiative et de progrès, pénétrés à un haut degré du sentiment de leurs responsabilités et de leurs devoirs envers le pays. » 
Afin de gérer les subventions destinées à des « services communs à diverses facultés ou écoles d'un même ressort académique » un « conseil général des facultés » est institué dans chaque académie (décret du juillet 1885) et est chargé des intérêts communs des établissements d'enseignement supérieur de ce ressort. Il a notamment comme mission d'assurer la répartition de ces subventions entre les budgets particuliers de chacune des facultés et écoles intéressées par ces services communs. 
Quatre mois plus tard, René Goblet propose deux nouveaux décrets (28 décembre 1885) concernant l'organisation des facultés et des écoles supérieures. Dans son rapport au président de la République, le ministre estime que le temps n'est pas encore venu de grouper les facultés en universités analogues aux autres pays de l'Europe, mais souhaite "fournir aux facultés d'une même académie les moyens de faire l'expérience de la vie commune et de contracter des habitudes de coordination et de solidarité". Pour cela il confère au conseil général des facultés des attributions pédagogiques, financières, administratives et disciplinaires "compatibles avec [...] l'individualité de chaque faculté prise à part". "De la sorte, le conseil général des facultés sera vraiment l'organe commun des facultés d'un même centre académique et l'analogue du sénat académique des universités étrangères".

## Composition
Le conseil général des facultés est présidé par le recteur de l'académie et comprend les doyens des facultés, les directeurs des écoles de médecine et de pharmacie, deux délégués élus pour trois ans par chacune des assemblées des facultés et un par chaque école. Un vice président est élu en son sein. 

## Missions
Les missions du conseil sont : 
- de veiller au maintien des règlements d'études et d'établir, entre les cours et exercices des différentes facultés et écoles, la coordination nécessaire au bien des études et aux intérêts des étudiants. Le conseil vise les programmes des cours et des conférences de chaque établissement et s'assure qu'ils contiennent les matières exigées pour les examens; il arrête et publie, avant le 1er août, le tableau général des cours des divers établissements pour l'année suivante.
- de proposer au ministre les règlements de la bibliothèque universitaire.
- d'arrêter les règlements des cours libres et d'autoriser ces cours après avis de la faculté ou de l'école concernée
- de donner son avis, après la faculté ou l'école concernée, sur le maintien, la suppression ou la modification d'une chaire devenue vacante.
- de délibérer sur les projets de budget présentés par chaque faculté et école et sur les comptes administratifs des doyens et directeur à l'exception des budgets sur fonds de concours
- de proposer chaque année au ministre à la fin de l'année scolaire la répartition entre les différentes facultés et écoles des fonds mis à leur disposition par l’État pour les services communs, comprenant notamment la bibliothèque, les collections, l'éclairage et le chauffage, les frais matériels d'examens, l'entretien du mobilier de l’État.
- de répartir entre les budgets sur fond de concours de chaque faculté ou école les dons, legs et subventions affectés à des services communs.
- d'exercer les attributions disciplinaires précédemment conférées aux facultés en ce qui concerne les étudiants.
- de présenter au ministre une liste de candidats pour le décanat, en parallèle de l'assemblée de la faculté

## Évolution à la suite de la création des corps de faculté
L'article 71 de la loi de finance du 28 avril 1893 établit que "le corps formé par la réunion de plusieurs facultés de l’État, dans un même ressort académique, est investi de la personnalité civile. Il est représenté par le conseil général des facultés. Il sera soumis, en ce qui concerne ses recettes, ses dépenses et sa comptabilité, aux prescriptions qui seront déterminées par un règlement d'administration publique. Il continuera d'être fait recette, au budget spécial de chaque faculté, des crédits alloués par le ministre de l'instruction publique, sur le chapitre 8, pour le matériel des facultés."
Ainsi le conseil général des facultés devient dès lors le représentant d'une nouvelle personne civile, possédant son propre budget, et s'ajoutant aux personnes civiles constituées par les facultés.  Le décret du 9 aout 1893 modifie en conséquence le décret du 28 décembre 1885 concernant les attributions du conseil général des facultés. De plus le décret du 10 août 1893 établit le régime financier et la comptabilité des corps de facultés. 
Le conseil général vote le budget du corps de faculté sur proposition de son président. Le budget est approuvé par le ministre. Le président du conseil général est ordonnateur des dépenses.